# Jacobiana alticornis
Jacobiana alticornis är en insektsart som beskrevs av Jacobi 1910. Jacobiana alticornis ingår i släktet Jacobiana och familjen hornstritar. Inga underarter finns listade i Catalogue of Life.